# Letis ketupa
Letis ketupa är en fjärilsart som beskrevs av Achille Guenée 1852. Letis ketupa ingår i släktet Letis och familjen nattflyn. Inga underarter finns listade i Catalogue of Life.